# Lionedya mongolica
Lionedya mongolica is een keversoort uit de familie loopkevers (Carabidae). De wetenschappelijke naam van de soort is voor het eerst geldig gepubliceerd in 1850 door Motschulsky.